# Arquidiócesis de Reims
La arquidiócesis de Reims (en latín: Archidioecesis Remensis y en francés: Archidiocèse de Reims) es una circunscripción eclesiástica de la Iglesia católica en Francia. Se trata de una arquidiócesis latina, sede metropolitana de la provincia eclesiástica de Reims. Desde el 18 de agosto de 2018 su arzobispo es Éric de Moulins-Beaufort.

## Territorio y organización

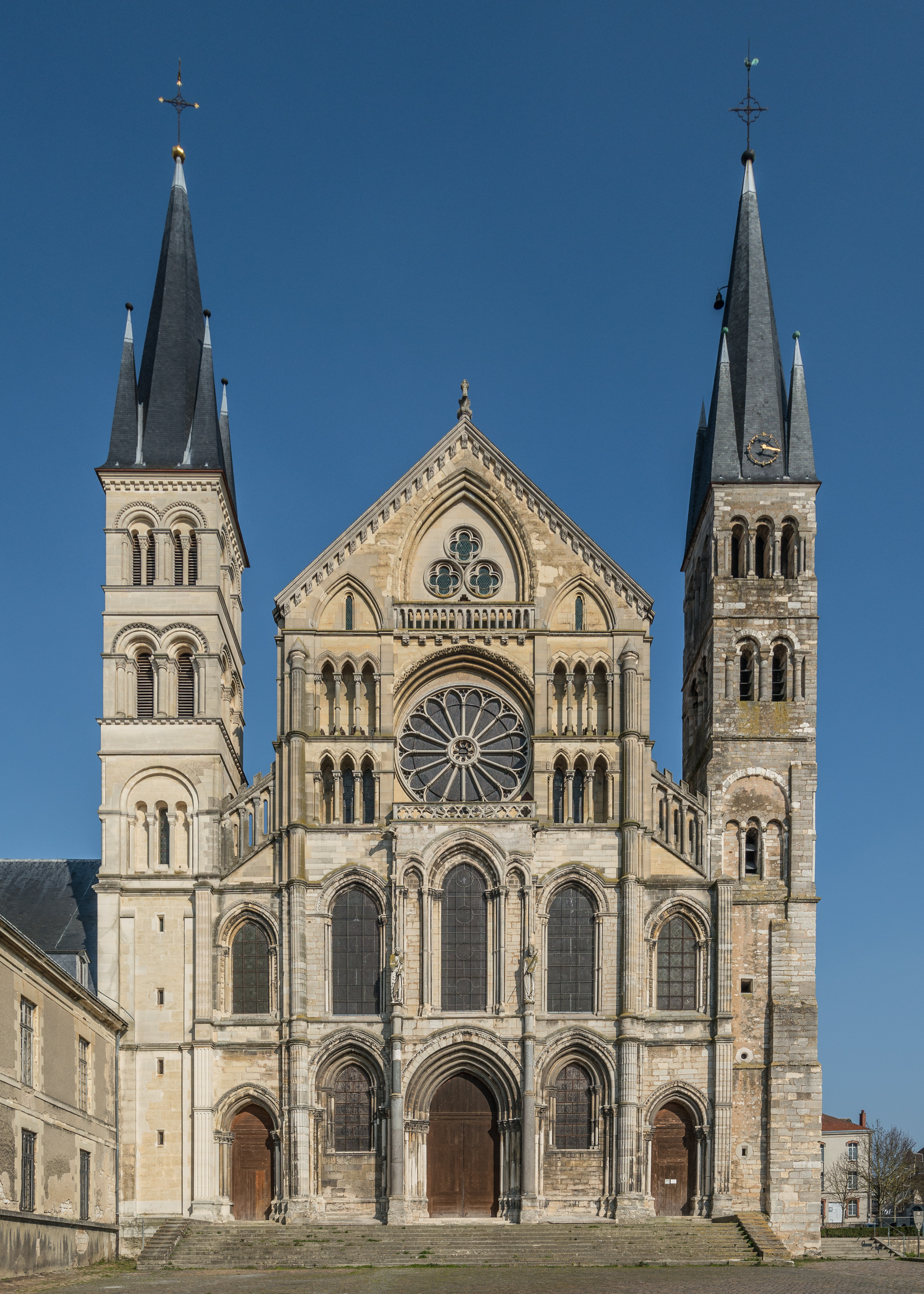
Basílica de Saint-Rémi, en Reims

La arquidiócesis tiene 6931 km² y extiende su jurisdicción sobre los fieles católicos de rito latino residentes en el departamento de Ardenas y el distrito de Reims en el departamento de Marne, en la región de Gran Este.

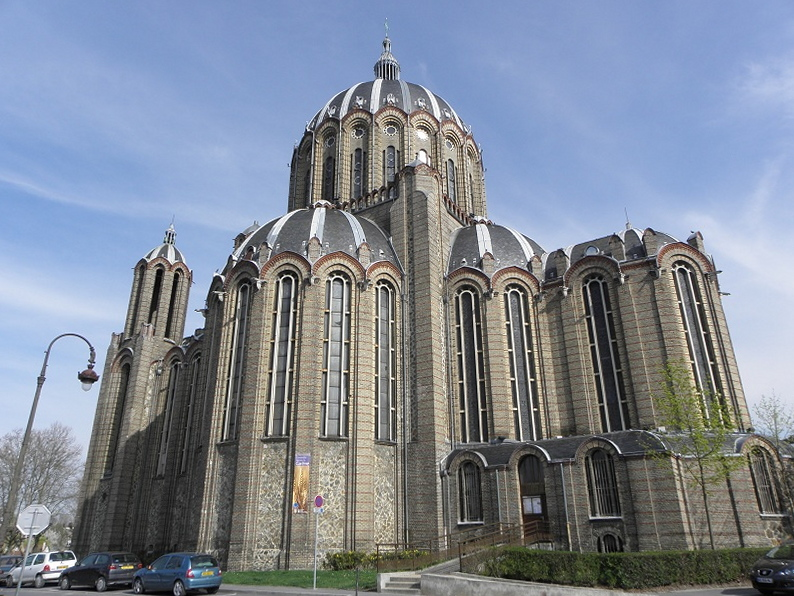
Basílica de Santa Clotilde, en Reims

La sede de la arquidiócesis se encuentra en la ciudad de Reims, en donde se halla la Catedral de Nuestra Señora y las basílicas de Saint-Rémi y de Santa Clotilde. En Charleville-Mézières se halla la basílica de Nuestra Señora de la Esperanza y en Neuvizy la basílica de Notre-Dame-de-Bon-Secours.

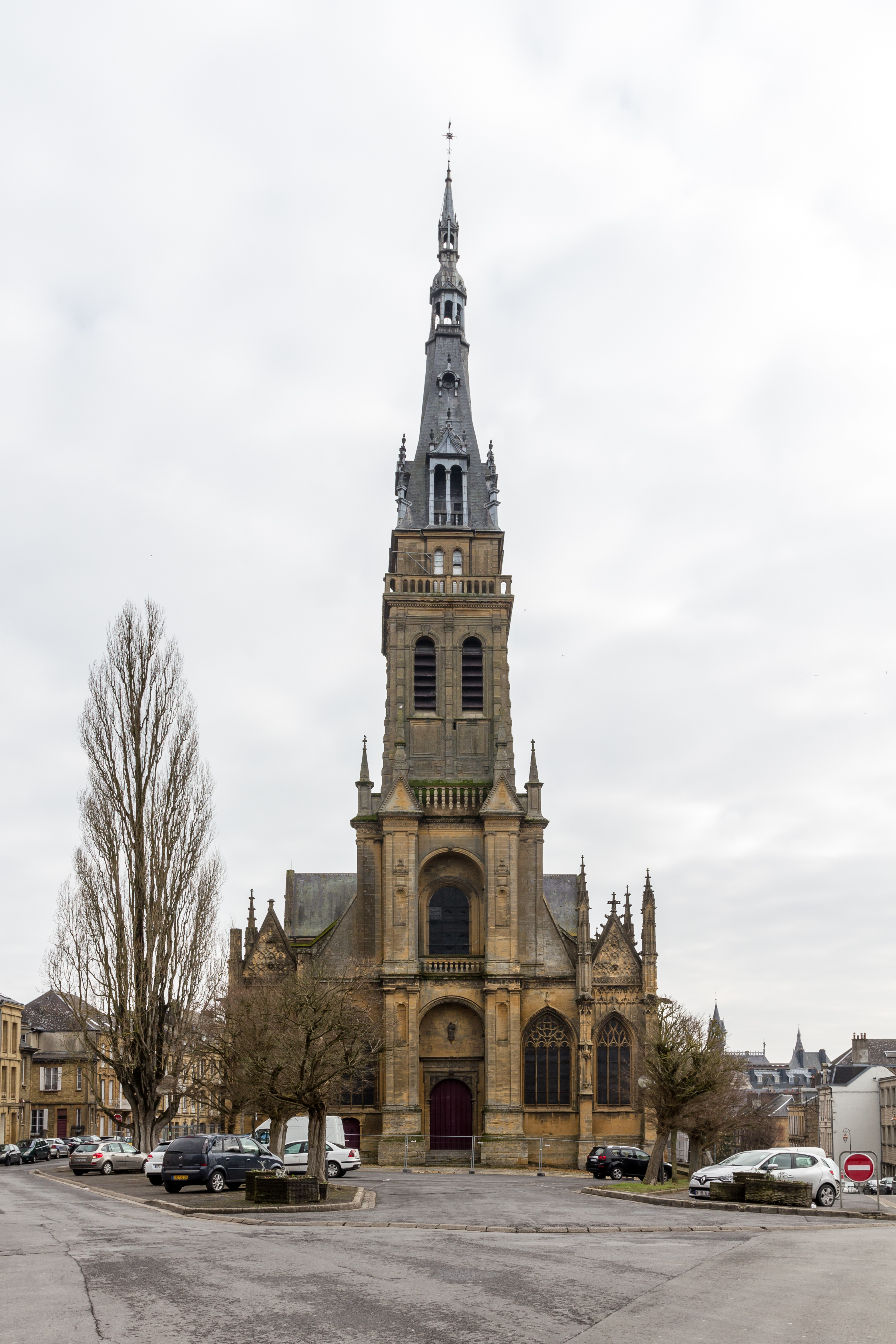
Basílica de Nuestra Señora de la Esperanza, en Charleville-Mézières

La arquidiócesis tiene como sufragáneas a las diócesis de: Amiens, Beauvais, Châlons, Langres, Soissons y Troyes.

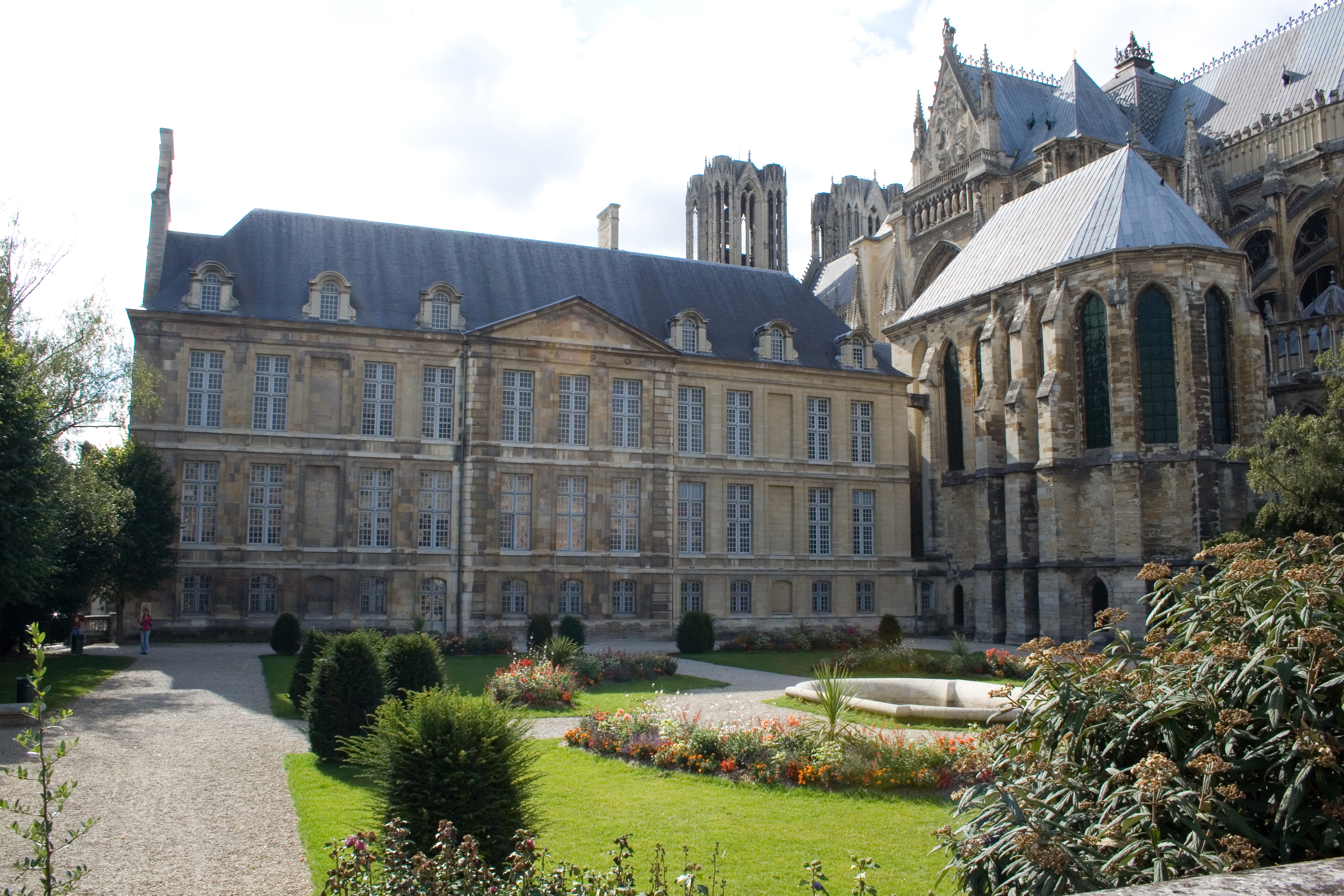
Palacio de Tau, junto a la catedral, es la antigua residencia de los arzobispos de Reims, que se convirtió en residencia real cuando los reyes acudían a Reims para su coronación; hoy alberga el Musée de l'Oeuvre o museo catedralicio

En 2022 en la arquidiócesis existían 76 parroquias agrupadas en 4 grandes zonas y 13 sectores pastorales:
- zona de Reims: Reims Centro, Reims Norte, Reims Este, y Reims Oeste;
- zona rural de la Champagne: Montagne-Val d'Or, Tardenois-Vesle, La Suippe y Rethélois-Porcien-Retourne;
- zona industrial de las Ardenas: Charleville-Mézières y Valle della Mosa;
- zona rural de las Ardenas: Thiérache, Vouzinois y Sedan-Yvois.

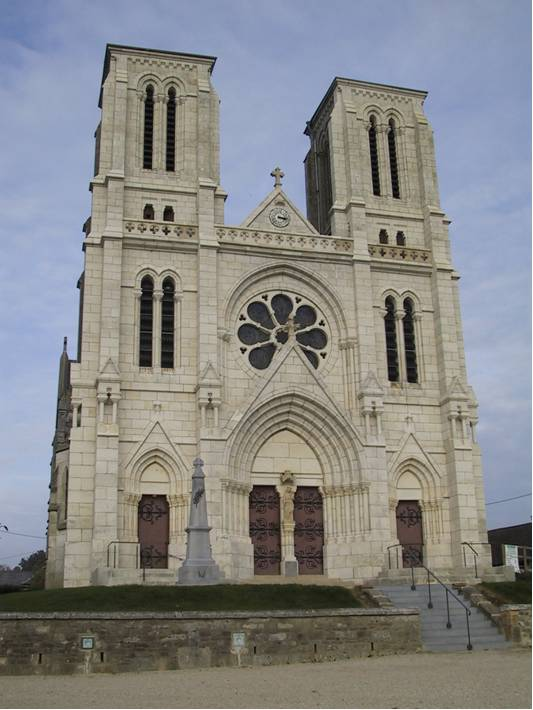
Basílica de Notre-Dame-de-Bon-Secours, en Neuvizy, un centro de peregrinación

## Historia
Durocortorum fue la capital y centro principal del pueblo celta de los remos. En el siglo IV la civitas Remorum era la capital de la provincia romana de Galia Bélgica II, como lo atestigua una Notitia Galliarum de principios del siglo V.
La tradición atribuye la evangelización del territorio de los remos en la segunda mitad del siglo III a los santos Sixto y Sinnicio, considerados los fundadores y primeros obispos de Reims. El primer obispo históricamente documentado es Imbetausio, que participó en el Concilio de Arlés en el año 314.
Con el establecimiento de la organización eclesiástica, Durocortorum se convirtió en la sede metropolitana de la provincia eclesiástica, inspirada en la civil, que incluía las diócesis sufragáneas de Soissons, Châlons, Vermand (sede posteriormente trasladada a Noyon), Arrás, Cambrai, Tournai, Senlis, Beauvais, Amiens y Thérouanne.
Famoso entre los primeros obispos fue san Remigio, que vivió entre los siglos V y siglo VI, que reorganizó su arquidiócesis y toda la provincia eclesiástica, y que cedió una porción del territorio de Reims para la erección de la diócesis de Laón, que se convirtió en su nueva sede sufragánea.
El privilegio histórico de los arzobispos de Reims fue el de consagrar a los reyes de Francia con el aceite de la Sagrada Ampolla. En la actual catedral fueron consagrados veinticinco reyes, desde Luis VIII hasta Carlos X. La práctica, que comenzó en el siglo X, fue confirmada en 999 por la bula Apostolici culminis del papa Silvestre II, que había sido arzobispo de Reims.
En 1023 el obispo Ebles adquirió el condado de Reims, que entre 1060 y 1170 fue elevado al rango de ducado, con el título de par de Francia.
En 1089, mediante la bula Potestatem ligandi del papa Urbano II, los arzobispos de Reims obtuvieron el título de primado de la Galia Bélgica. También eran legados natos de la Santa Sede. Entre sus privilegios civiles tenían el derecho de acuñar dinero y mantener guardias armadas. Al ser elegidos fueron a visitar las diócesis sufragáneas, donde a la llegada del metropolitano se declaró día festivo, los notables civiles y eclesiásticos fueron a presentar sus respetos, los prisioneros fueron liberados y los exiliados readmitidos.
El 12 de mayo de 1559, Cambrai fue elevada a arquidiócesis metropolitana, eliminándose de la jurisdicción metropolitana de Reims junto con las diócesis de Arrás y Tournai. En la misma fecha, la diócesis de Thérouanne fue suprimida y su territorio dividido entre tres nuevas diócesis: Boulogne, sufragánea de Reims; Saint-Omer e Ypres.
En 1564 el cardenal Carlos de Lorena fundó el seminario arzobispal. Se trata del primer seminario fundado en Francia, justo un año después de la decisión del Concilio de Trento, que estableció con el decreto Cum adulescentium aetas del 15 de julio de 1563, la creación de escuelas teológicas especiales para la formación del clero.
En 1677 el arzobispo Charles Maurice Le Tellier publicó un Ritual para la arquidiócesis que, aunque en general coincidía con el Ritual romano de 1614, incluía explicaciones de los ritos en francés.
Tras el concordato con la bula Qui Christi Domini del papa Pío VII del 29 de noviembre de 1801, la arquidiócesis fue suprimida y su territorio se dividió entre las diócesis de Meaux (departamento del Marne) y Metz (departamento de las Ardenas). El arzobispo Alexandre-Angélique de Talleyrand-Périgord no dimitió inmediatamente, como le había impuesto el papa, sino recién en 1816, a pesar de que la arquidiócesis ya no existía. La primacía también quedó extinta.
Un nuevo concordato, estipulado en junio de 1817, preveía el restablecimiento de la diócesis. Por este motivo, Jean-Charles de Coucy fue nombrado nuevo arzobispo de Reims el 1 de octubre de 1817. Pero este concordato nunca entró en vigor, al no ser ratificado por el Parlamento de París; por lo que el nombramiento de Coucy también quedó ineficaz.
El 6 de octubre de 1822 la arquidiócesis fue efectivamente restablecida mediante la bula Paternae charitatis del papa Pío VII, y tenía como sufragáneas las diócesis de Amiens, Soissons, Châlons y Beauvais. Sólo después de esta fecha el arzobispo Jean-Charles de Coucy pudo tomar posesión de su sede.
El 8 de diciembre de 2002, con la reorganización de las provincias eclesiásticas francesas mediante el Décret portant sur la nouvelle organisation des provinces ecclésiastiques en France de la Congregación para los Obispos, las diócesis de Langres y Troyes entraron en la provincia eclesiástica de Reims.

## Estadísticas
Según el Anuario Pontificio 2023 la arquidiócesis tenía a fines de 2022 un total de 563 000 fieles bautizados.
| Año                                                                             | Población            | Población | Población      | Sacerdotes | Sacerdotes    | Sacerdotes    | Bautizados por sacerdote | Diáconos permanentes | Religiosos | Religiosos | Parroquias |
| Año                                                                             | Bautizados católicos | Total     | % de católicos | Total      | Clero secular | Clero regular | Bautizados por sacerdote | Diáconos permanentes | Varones    | Mujeres    | Parroquias |
| ------------------------------------------------------------------------------- | -------------------- | --------- | -------------- | ---------- | ------------- | ------------- | ------------------------ | -------------------- | ---------- | ---------- | ---------- |
| 1950                                                                            | 322 107              | 429 477   | 75.0           | 490        | 460           | 30            | 657                      |                      | 112        | 725        | 614        |
| 1970                                                                            | 537 598              | 550 198   | 97.7           | 490        | 409           | 81            | 1097                     |                      | 143        | 693        | 208        |
| 1980                                                                            | 575 000              | 594 000   | 96.8           | 373        | 316           | 57            | 1541                     |                      | 112        | 544        | 710        |
| 1990                                                                            | 581 000              | 594 000   | 97.8           | 251        | 224           | 27            | 2314                     | 2                    | 63         | 402        | 709        |
| 1999                                                                            | 582 000              | 595 922   | 97.7           | 209        | 189           | 20            | 2784                     | 15                   | 70         | 306        | 76         |
| 2000                                                                            | 594 000              | 608 359   | 97.6           | 182        | 168           | 14            | 3263                     | 20                   | 58         | 306        | 76         |
| 2001                                                                            | 565 022              | 597 522   | 94.6           | 175        | 164           | 11            | 3228                     | 20                   | 49         | 314        | 76         |
| 2002                                                                            | 565 022              | 601 578   | 93.9           | 170        | 158           | 12            | 3323                     | 22                   | 54         | 317        | 76         |
| 2003                                                                            | 565 022              | 601 578   | 93.9           | 162        | 151           | 11            | 3487                     | 22                   | 49         | 260        | 76         |
| 2004                                                                            | 561 212              | 597 522   | 93.9           | 155        | 147           | 8             | 3620                     | 22                   | 45         | 270        | 76         |
| 2010                                                                            | 565 000              | 613 000   | 92.2           | 131        | 121           | 10            | 4312                     | 29                   | 33         | 191        | 76         |
| 2014                                                                            | 576 000              | 624 000   | 92.3           | 121        | 110           | 11            | 4760                     | 34                   | 33         | 200        | 76         |
| 2017                                                                            | 564 500              | 607 579   | 92.9           | 102        | 93            | 9             | 5534                     | 33                   | 33         | 179        | 76         |
| 2020                                                                            | 563 500              | 608 000   | 92.7           | 87         | 84            | 3             | 6477                     | 34                   | 17         | 160        | 76         |
| 2022                                                                            | 563 000              | 607 606   | 92.7           | 74         | 69            | 5             | 7608                     | 36                   | 19         | 158        | 76         |
| Fuente: Catholic-Hierarchy, que a su vez toma los datos del Anuario Pontificio. |                      |           |                |            |               |               |                          |                      |            |            |            |

## Episcopologio
Un antiguo catálogo episcopal de Reims fue utilizado por Flodoardo (894-966) para la redacción de su Historia Remensis ecclesiae, y ya era conocido en tiempos del arzobispo Hincmaro († 882). Sin embargo, ninguno de los catálogos antiguos que han llegado a nuestros días es anterior al siglo XI; de estos se conocen al menos seis ejemplos diferentes, que se remontan a Henri de Dreux († 1240).
- San Sixto †
- San Sinnicio †
- San Amazio o Amando †
- Imbetausio † (mencionado en 314)
- Aperio †
- Discolio ? † (mencionado en 346)[nota 2]
- San Materniano †
- San Donaziano †
- San Vivenzio †
- Severo †
- San Nicasio †[nota 3]
- Baruc †
- Baruzio †[nota 4]
- Barnaba †
- Bennadio †[nota 5]
- San Remigio † (antes de 475 circa-después de 511)[nota 6]
- San Romano †
- Flavio † (mencionado en 535)
- Mapinio † (mencionado en 549)
- Egidio † (antes de 573-noviembre de 590 depuesto)
- Romulfo † (circa 590-?)
- Sonnazio † (antes de 613-después de 627)
- Leudigisilo † (en la época del rey Dagoberto I)
- Angelberto †
- Landone † (en la época del rey Sigeberto III)
- San Nivardo † (antes de 657-1 de septiembre circa 673 falleció)
- San Reolo † (antes del 17 de abril de 674-después de 688 o 689)
- San Rigoberto † (antes de 714-después de 717)[nota 7]
  - Milone † (circa 717-744 depuesto) (administrador, impuesto por Carlos Martel)
- San Abele † (744-745?)[nota 8]
- Turpino † (748 o 749-2 de septiembre de 794 falleció)
  - Sede vacante (794-803)
- Vulfario † (808-octubre de 816 falleció)
- Ebbone † (816 o 817-4 de marzo de 835 depuesto)[nota 9]
  - Sede vacante (835-845)[nota 10]
- Hincmaro † (abril de 845[nota 11]-23 de diciembre de 882 falleció)
- Fulquerio de Reims † (7 de marzo de 883-17 de junio de 900 falleció)
- Erveo † (6 de julio de 900-2 de julio de 922 falleció)
- Seulfo † (922-1 de septiembre de 925 falleció)
  - Sede vacante (925-932)[nota 12]
- Artaldo † (932-940 depuesto)
- Ugo di Vermandois † (940-946 depuesto)[nota 13]
- Artaldo † (946-30 de septiembre de 961 falleció) (por segunda vez)
- Odelrico † (abril de 962-6 de noviembre de 969 falleció)
- Adalberone, O.S.B. † (969-23 de enero de 989 falleció)
- Arnolfo † (989-17 o 18 de junio de 991 depuesto)
- Gerberto d'Aurillac † (circa 21 de junio de 991-abril de 998 nombrado arzobispo de Ravena)[nota 14]
- Arnolfo † (abril de 998-5 de marzo de 1021 falleció) (por segunda vez)[nota 15]
- Ebles de Roucy † (1021-11 de mayo de 1033 falleció)
- Guy de Châtillon † (julio de 1033-1 de octubre de 1055 falleció)
- Gervais de Château-du-Loir † (15 de octubre de 1055-4 de julio de 1067 falleció)
- Manasse de Gournay † (1069-1080 depuesto)
  - Elinand de Léon † (1081-1083) (intruso)
- Renaud du Bellay † (1083-21 de enero de 1096 falleció)
- Manasse di Châtillon † (30 de marzo de 1096-17 de septiembre de 1106 falleció)
  - Gervaso di Rethel † (1106-1107) (intruso)[nota 16]
- Raoul le Verd, † (1106-23 de julio de 1124 falleció)
- Raymond de Martigné † (después del 15 de diciembre de 1124-13 de enero de 1138 falleció)
- Samson de Mauvoisin † (1140-21 de septiembre de 1161 falleció)
- Enrico di Francia † (14 de enero de 1162-13 de noviembre de 1175 falleció)
- Guglielmo dalle Bianche Mani o Guillaume de Champagne † (8 de agosto de 1176-7 de septiembre de 1202 falleció)
- Beato Guy Paré, O.Cist. † (6 de julio de 1204-30 de julio de 1206 falleció)
- Albéric de Humbert † (1 de julio de 1207-24 de diciembre de 1218 falleció)
- Guillaume de Joinville † (24 de abril de 1219-6 de noviembre de 1226 falleció)
- Henri de Dreux o de Braine † (18 de abril de 1227-6 de julio de 1240 falleció)
  - Sede vacante 1240-1245)
- Juhel de Manthefelon † (20 de marzo de 1245-18 de diciembre de 1250 falleció)
- Thomas de Beaumetz † (4 de marzo de 1251-15 de febrero de 1263 falleció)
- Giovanni di Courtenay † (15 de julio de 1266-17 de agosto de 1270 falleció)
- Pierre Barbet † (17 de abril de 1273-3 de octubre de 1298 falleció)
- Roberto di Courtenay † (10 de abril de 1299-3 de marzo de 1324 falleció)
- Guillaume de Trie † (28 de marzo de 1324-26 de septiembre de 1334 falleció)
- Jean de Vienne † (12 de octubre de 1334-14 de julio de 1351 falleció)
- Hugues d'Arcy † (24 de octubre de 1351-18 de febrero de 1352 falleció)
  - Umberto del Viennese, O.P. † (30 de abril de 1352-22 de mayo de 1355 falleció) (administrador apostólico)
- Jean de Craon † (31 de julio de 1355-26 de marzo de 1373 falleció)
- Louis Thésait † (14 de abril de 1374-12 de octubre de 1375 falleció)
- Richard Picque † (12 de noviembre de 1375-6 de diciembre de 1389 falleció)
- Ferry Cassinel † (29 de enero de 1390-26 de mayo de 1390 falleció)
- Guy de Roye † (27 de mayo de 1390-8 de junio de 1409 falleció)
- Simone di Cramaud † (2 de julio de 1409-14 de abril de 1413 nombrado administrador apostólico de Poitiers)
- Pierre Troussel † (14 de abril de 1413-16 de diciembre de 1413 falleció)
- Renault de Chartres † (2 de enero de 1414-1444 falleció)
- Jacques Juvénal des Ursins † (9 de octubre de 1444-3 de marzo de 1449 nombrado patriarca de Antioquía)
- Jean Juvénal des Ursins † (3 de marzo de 1449-14 de julio de 1473 falleció, hermano del anterior)
- Pierre de Montfort de Laval † (8 de octubre de 1473-14 de julio de 1493 falleció)
- Robert Briçonnet † (18 de septiembre de 1493-26 de julio de 1497 falleció)
- Guillaume Briçonnet † (24 de agosto de 1497-15 de julio de 1507 nombrado arzobispo de Narbona)
- Carlo Domenico del Carretto † (16 de septiembre de 1507-5 de abril de 1509 nombrado arzobispo de Tours)[nota 17]
- Robert de Lénoncourt † (28 de marzo de 1509-25 de septiembre de 1532 falleció)
  - Juan de Lorena † (16 de noviembre de 1532-1538? renunció) (administrador apostólico)
- Carlos de Lorena-Guisa † (6 de febrero de 1538-26 de diciembre de 1574 falleció)
- Luis de Guisa † (1574-24 de diciembre de 1588 falleció)
  - Sede vacante (1588-1591)
- Nicolas de Pellevé † (10 de mayo de 1591-26 de marzo de 1594 falleció)
  - Sede vacante (1594-1598)
- Philippe du Bec † (7 de enero de 1598-10 de enero de 1605 falleció)
- Luigi di Guisa † (10 de enero de 1605 por sucesión-21 de junio de 1621 falleció)
- Guillaume de Gifford, O.S.B. † (5 de diciembre de 1622-11 de abril de 1629 falleció)
  - Enrico II di Guisa (17 de septiembre de 1629-1641 renunció) (obispo electo)
- Léonore d'Estampes de Valençay † (10 de noviembre de 1642-6 o 8 de abril de 1651 falleció)
  - Sede vacante (1651-1667)
  - Enrico II di Savoia-Nemours † (1651-1657 renunció) (obispo electo)
- Antonio Barberini (junior) † (18 de julio de 1667[nota 18]-3 de agosto de 1671 falleció)
- Charles Maurice Le Tellier † (3 de agosto de 1671 por sucesión-22 de febrero de 1710 falleció)
- François de Mailly † (1 de diciembre de 1710-13 de septiembre de 1721 falleció)
- Armand-Jules de Rohan-Guémené † (6 de julio de 1722-28 de agosto de 1762 falleció)
- Charles-Antoine de la Roche-Aymon † (24 de enero de 1763-27 de octubre de 1777 falleció)
- Alexandre-Angélique de Talleyrand-Périgord † (27 de octubre de 1777 por sucesión-8 de noviembre de 1816 renunció)[nota 19]
  - Sede suprimida (1801-1822)
- Jean-Charles de Coucy † (1 de octubre de 1817-9 de marzo de 1824 falleció)
- Jean-Baptiste de Latil † (12 de julio de 1824-1 de diciembre de 1839 falleció)
- Thomas-Marie-Joseph Gousset † (13 de julio de 1840-22 de diciembre de 1866 falleció)
- Jean-Baptiste-François-Anne-Thomas Landriot † (27 de marzo de 1867-8 de junio de 1874 falleció)
- Benoît-Marie Langénieux † (21 de diciembre de 1874-1 de enero de 1905 falleció)
- Louis-Henri-Joseph Luçon † (21 de febrero de 1906-28 de mayo de 1930 falleció)
- Emmanuel Célestin Suhard † (23 de diciembre de 1930-11 de mayo de 1940 nombrado arzobispo de París)
- Louis-Agustin Marmottin † (21 de agosto de 1940-9 de mayo de 1960 falleció)
- François Marty † (9 de mayo de 1960 por sucesión-26 de marzo de 1968 nombrado arzobispo de París)
- Émile André Jean-Marie Maury † (25 de junio de 1968-16 de diciembre de 1972 renunció)
- Jacques-Eugène-Louis Ménager † (13 de julio de 1973-8 de agosto de 1988 retirado)
- Jean Marie Julien Balland † (8 de agosto de 1988-27 de mayo de 1995 nombrado arzobispo de Lyon)
- Gérard Denis Auguste Defois (4 de septiembre de 1995-2 de julio de 1998 nombrado arzobispo, titolo personale, de Lille)
- Thierry Romain Camille Jordan (20 de julio de 1999-18 de agosto de 2018 retirado)
- Éric de Moulins-Beaufort, desde el 18 de agosto de 2018